# Miami Sound Machine
Miami Sound Machine es una banda estadounidense de pop latino.
El creador y director de este grupo fue el tecladista y percusionista cubanoestadounidense Emilio Estefan. 

## Historia

### Orígenes
Emilio Estefan, Jr. dejó su Cuba natal con su padre en 1968. Tras pasar un tiempo en España, se mudó a Miami, Estados Unidos, donde en un principio tuvo que compartir un apartamento con otros quince miembros de su familia. Aún muy joven, comenzó a labrarse un futuro que parecía llevarle a cargos de relevancia en el mundo de la empresa, sin embargo, acabaría dejando este mundo para dedicarse de pleno a la música. 

### Miami Latin Boys
En 1973, Emilio Estefan, Jr junto a Luis R. Serrano y Rudy Ramírez formó un grupo al que Luis puso el nombre de Emilio and his Latin Beat. Meses después, el empresario Johnny Marante los nombró Miami Latin Boys. En 1975, para una actuación en una boda cubana en el "Hotel Dupont", al grupo se unieron las vocalistas Gloria María Fajado García y su prima Merci Navarro. Las dos cantantes impresionaron tanto a la banda que fueron invitadas a unirse a ella de forma estable, y con su aceptación, la banda cambió su nombre por el de Miami Sound Machine.

### Miami Sound Machine
En 1977, se lanzó su álbum debut titulado "Live Again (Renacer)”, con el que consiguieron su primer éxito titulado "Renacer" (con música de Raúl Murciano y letra de Luis Serrano), que se mantuvo 16 semanas en el puesto Nº 1 de las principales canciones latinas (Hot Latin) de Billboard de Estados Unidos. En ese mismo año, Luis Serrano (primer vocalista y bajista/cofundador del grupo), después de haber grabado en la mitad del álbum, decidió abandonar la banda para formar la suya y emprender su carrera como solista y director de orquesta. Gloria y Emilio contrajeron matrimonio en 1978, convirtiéndose Gloria Fajardo en Gloria Estefan, al adoptar el apellido de su esposo. En 1980 nació el primer hijo de la pareja, Nayib Estefan. Merci Navarro y Raúl Murciano, el pianista del grupo también se casaron por esas fechas.
Por entonces el grupo estaba compuesto por Emilio Estefan Jr. (percusión y teclados), Gloria Estefan (voz), Merci Murciano (voz), Raúl Murciano (piano), Enrique “Kiki” García (tambores), Juan Marcos Ávila (bajo) y Wesley B. Wright (guitarra).
Este mismo año se lanzó el álbum titulado “English & Spanish” y en 1979, “Imported”, al que seguiría en 1980 “Piano Album”, en los que presentaban canciones tanto en español como en inglés. 
En 1981 se editó “Otra vez” y en 1982 “Rio”, álbumes completamente en español que siguieron afianzando al grupo en el mercado latino. La formación por aquel entonces incluía, además de los componentes antes citados, a Luis Pérez en el trombón y a Víctor López en la trompeta.
En 1981, Merci y Raúl se separan del grupo, por el puesto secundario al que estaba siendo relegada Merci y porque quería trabajar con su esposo de forma más independiente.
Un álbum de transición que sería “A toda máquina” (1983), de nuevo bilingüe marcaría la antesala del gran salto de la Miami Sound Machine, pues contenía entre sus canciones una que marcaría muy pronto el futuro de la banda, aunque esto no ocurriría hasta su siguiente álbum.
La Miami Sound Machine había decidido abrirse a una audiencia mucho más amplia con su álbum debut en inglés, “Eyes of Innocence”, en 1984. El álbum recuperaba un tema del trabajo anterior de estilo freestyle que iba a convertirse en el sencillo de gran éxito de baile del año, "Dr. Beat".
Su siguiente álbum, “Primitive Love” salió a la venta en 1985 incluyendo el tema "Conga!" también de corte freestyle, que llegó a ser el primer sencillo que entró simultáneamente en las listas de pop, latino, soul, y baile de Billboard. Dos otros singles, "Bad Boy" ay "Words Get in the Way," se unieron a "Conga!" en el Top Ten de las listas de pop de ese año.
La formación de Miami Sound Machine sufrió bastantes cambios a lo largo de su historia; el Murciano se marchó en 1982 y el guitarrista original Wesley B. Wright y el bajista Juan Marcos Ávila se marcharon tres años más tarde. Emilio Estefan Jr. se retiró como miembro activo en los directos y pasó a ejercer como director del grupo, productor, y compositor de las canciones.
En 1987 se lanzó “Let it Loose” ya bajo el nombre de Gloria Estefan & Miami Sound Machine, que obtuvo el puesto 101 entre los mejores discos de la historia realizados por una artista femenina. Los sencillos “1-2-3” y “Rhythm is Gonna Get You” lideraron el primer lugar en el listado US Hot Latin Tracks y el sencillo “Anything For You” llegó a la posición número uno en el listado Hot 100 de la publicación Billboard y convirtiéndose así en una de las mejores canciones románticas a nivel mundial el disco vendió 7 millones en todo el mundo.
La formación por aquel entonces tenía a Gloria Estefan (voz), John De Faria (guitarras), Clay Ostwald (teclados), Jorge Casas (bajo), Emilio Estefan (percusión y teclados), Enrique "Kiki" García (tambores), Randy Barlow (trompeta) y Ed Calle (saxofón).

### La marcha de Gloria Estefan
La banda Miami Sound Machine estaba en su momento más álgido cuando un camión se estrelló, el 20 de marzo de 1990, contra la trasera del autocar de la banda mientras este estaba parado con ellos dentro. Gloria Estefan resultó seriamente lesionada y tuvo que pasar por quirófanos para una operación de tal calibre que requirió 400 puntos, y le tuvieron que poner dos barras de titanio a ambos lados de su espina dorsal.
El regreso de Gloria Estefan se gestó en su álbum debut como solista Mi tierra, basado en la música cubana de los 1930, 1940s y 1950. El álbum recibió el Grammy como "Mejor álbum latino tropical" de 1993 e hizo que Gloria emprendiera su carrera en solitario.
El grupo, ya sin Gloria ni Emilio, pero con el apoyo y la producción de este último, ha seguido publicando álbumes. Sin embargo, la marcha de Gloria ha significado que, aunque el grupo continuó, no volvió a alcanzar los éxitos que tuvieron con ella al frente. En 2002 se integraron las voces de Sohanny Gross, Lorena Pinot y Carla Ramírez. Lorena, de origen guatemalteco; Carla, de origen colombiano; y Sohanny, de origen dominicano. Tres cantantes femeninas con la dura misión de llenar el hueco que dejó Gloria, pero que no consiguieron volver a llevar a la MSM al nivel de éxito anterior.

## Discografía
- 1977 - Live Again/Renacer
- 1978 - Miami Sound Machine
- 1979 - Imported
- 1980 - Miami Sound Machine (Piano Album)
- 1981 - Otra vez
- 1982 - Río
- 1983 - A toda máquina
- 1984 - Eyes of Innocence
- 1985 - Primitive Love
- 1987 - Let It Loose